# Csáky László (főispán)
Csáky (IX.) László (?, 1641. március 2. – Hadad, 1708. szeptember 22.) erdélyi nagybirtokos, Szepesföld örökös ura, Doboka vármegye főispánja, tábornok. A Csáky család erdélyi ágának megalapítója.

## Család származása
A neves körösszegi és adorjáni Csáky család tagja, akik előnevüket a Bihar megyei Körösszeg várának megszerzése után kapták. Apja Csáky (VIII.) István tárnokmester, akinek három feleségétől kilenc gyermeke született. László bátyjai közül István országbíró lett, Ferenc pedig katonai pályára lépett. István és Ferenc édesanyja Forgách Éva, Lászlóé pedig Perényi Mária volt.

## Élete
A fiatal, alig tizenhét éves László otthagyta a szülői házat, II. Rákóczi György udvarába szökött és a fejedelem híve lett, aki apjának ősi ellenfele és ellenlábasa volt, hiszen pont Rákóczi fejedelem akadályozta meg erdélyi politikai karrierjét, emiatt apjától nagyon kemény bírálatot kapott.
A nyilvánvalóan dühös apa haragja ugyan némileg csökkenhetett, mert végrendeletében három részre osztatta erdélyi birtokait, ám halála után a legkisebb fiú, László mégis a mellőzött testvér sorsára jutott, mivel nem azonos módon részesült az atyai örökségből. A korabeli oklevelek szerint Csáky László ugyan bátyjával, Csáky Istvánnal megegyezett, de így is csak töredékek jutottak neki. Az alku és az örökség pontos részletei igen bonyolultak. Itt nem részletezzük, de a pontos adatok megtalálhatóak Papp Klára tanulmányában. Végül László megkapta Nagy-Almás várát és uradalmát. A következő év hozta meg számára a nagy csapást, amikor a két idősebb testvére, István és Ferenc kizárta Lászlót a további örökségből. A hosszú örökségi vita 1670. február 5-én zárult le, amikor megállapodást kötött a három Csáky fiú.
I. Apafi Mihály fejedelem híveként a huszárhadak kapitánya lett és Doboka vármegye főispánja volt 1675 és 1678 között.
Az Erdélyi Fejedelemség hatalmának leáldozó időszakában bontakozott ki László politikai pályája, amely azonban nem alakult szerencsésen. Nemcsak ellentmondásos személyisége, de a történelmi körülmények alakulása is hozzájárult a kudarchoz, hiszen pályája egybeesett az önálló erdélyi fejedelemség végső hanyatlásával. Megszűnt az erdélyi rendek közötti igaz hűség és lojalitás, ahol senki sem beszélt őszintén egymással. A háttérben a vagyon- és hataloméhség és az átláthatatlan összeesküvések szövevénye vált általánossá a politikai életben. Egyik átgondolatlan és félresikerült lépése volt, hogy 1678-ban szerepet vállalt a Béldi Pál-féle összeesküvésben, amelynek egyik vezéralakja lett. A szervezkedés leleplezése és bukása után csak menekülés a török/oszmán birodalom felé volt az életben maradás egyedüli esélye. Béldivel együtt Isztambulban fogságba estek. Innen 1683-ban váltságdíj ellenében sikerült kiszabadulnia, még Béldi a hírhedt Héttorony foglyaként halt meg.
A XVIII. század végének nagy törökellenes háborújában Habsburg oldalon vállalt szerepet, amikor is Scheffenberg tábornok vezette erdélyi hadműveletekben vett részt. Ennek első emlékezetes és megörökített eseménye az volt, hogy 1686 februárjában mint császári generális megjelent egy lovasezreddel Erdély határán, amikor a Habsburgok megkezdték Erdély katonai megszállását. Az erdélyiek „trónkövetelő gyanús arisztokratának” tartották. Még ebben az évben közel 1500 fős huszárezredével részt vett Buda visszafoglalásában a közel 150 éves török uralom alól. A XVIII. század végéig részt vett a Habsburgok oldalán a nagy törökellenes terület visszafoglaló háborúban, amelynek fontos részleteit a csatolt hadtörténelmi térkép mutatja.
(Magyarország hadtörténelmi térképe 1683-tól 1699-ig)
Életének hátralévő eseményeiről kevés korabeli dokumentum áll rendelkezésre. 1698-ban, 57. életévében halt meg.